# Малі Мокряни
Малі́ Мокря́ни — село в Україні, у Яворівському районі Львівської області. Населення становить ▼264 осіб. Орган місцевого самоврядування — Судововишнянська міська рада. Колишній голова сільської ради — Коваль Люба Іванівна.

## Географія
Через село тече річка Безіменна.

## Історія
В кінці ХІІ століття, біля земель сучасного села Велика Діброва на горі Бобівка розкинулося невеличке село — Кисельове, засноване чехом-переселенцем. Всередині ХІІІ століття воно було зруйноване монголо–татарами. Його мешканці котрі залишились живими, переселились на південний схід — у непрохідне місце. З трьох сторін: з півночі, північного заходу і заходу ріс ліс, а з південного заходу на північний схід протікала річка Вишня. Місцевість була дуже болотиста й тому стали називати це поселення Мокрянами. Спочатку це було одне велике село, але воно стрімко розросталося і утворилися два села. Старше назвали — Великі Мокряни, молодше — Малі Мокряни.[джерело?]

### Виписи з архіву
- «Іван з Воютич у 1441 році позичив у Миколи, сина судді з Орхович, 15 гривень з умовою, якщо не віддасть своєчасно борг то повинен заставити трьох кметів з їхніми землями у селі Великі Мокряни. А вже у 1442 році цей же Іван з Воютич за борг у 100 гривень заставив Станіславу Строцькому половину села Мокряни (10 дворів).»

- «У 1469 році Петро і Яким з Орхович орендували села свого племінника Івана з Воютич, зокрема Воютичі, Надиби і обидва села Мокряни.»

- «У 1489 році Степан Святополк. Власник Болестрашич. Судився з Іваном з Воютич за борг у 100 гривень (заставою в даному випадку били 10 заможних кметів на 10 ланах землі у селі Великі Мокряни, вони повинні були платити 10 гривень.»

- «1490 року Степан Святополк записав села Великі і Малі Мокряни своєму синові Івану.»

- «У 1506 році Великі і Малі Мокряни, Підліски та Ляшки Зав'язані (Зав'язанці) купив Рафал Кедр.»

## Історія після XVI століття
На початку ХVІ століття в Великих і Малих Мокрянах оброблялися 10 ланів поля. У пана було 7 ланів, 3 належали селянам. Вже тоді тут працював водяний млин, діяла корчма.
Під час Визвольної війни (1648—1654 рр.) під проводом Богдана Хмельницького мокрянські селяни брали участь у боротьбі проти магнацького гніту. За переказами у Великих Мокрянах поселилося 16 козацьких родин.
В пору знесення в Галичині панщини у Великих Мокрянах на 379,2 моргах (1 морг = 0,56 гектара) землі було 52 поселення. Селянські родини володіли в середньому 4 — 9 моргами землі. Крім того жили два халупники — родини, які зовсім не мали землі. Селяни відробляли панові 3978 тяглих і 24 піших дні, давали 59 корців (центнерів) зерна, 94 штуки птиці, 2350 яєць — таким був викуп за землю.
У Малих Мокрянах в пору знесення панщини на 476 моргах землі було 77 селянських дворів, вісім з яких мали по 13-14 моргів, а решта — по 1 — 8 моргів. Вони відробляли панові 4836 тяглих і 1220 піших днів, давали 498 мотки волокна, 70 корців зерна, 147 штук птиці і 437 штук яєць. В той час власником фільварку був Євген Дунаєвський.
1990 року у Великих Мокрянах було 88 дворів і 552 жителі, з них 483 українці, 12 поляків, 46 євреїв. Малі Мокряни мали 166 дворів і 583 жителі, з 572 українці, 3 поляки, 9 євреїв.
У 1905 році з усієї землі, тобто 620 гектарів, у Великих Мокрянах 330 гектарами володів пан Парнас Оскар. У Малих Мокрянах з усієї землі (677 гектарів), пану Чайковському належало 295 гектарів.
У 1922 році в Малих Мокрянах було 142 хати, 642 жителі (326 мужчин і 316 жінок). Великі Мокряни мали 90 хат, 472 жителі (230 мужчин і 242 жінки). Розподіл землі зберігся попередній.
У дворі пана Яблоновського, що у Великих Мокрянах, працювало постійно 30 працівників, у селі була гуральня. В 1928 році в Малих Мокрянах було 105 господарств, а у Великих Мокрянах — 93.
В 1935 році у Великих Мокрянах було 127 дворів і 673 жителі, а в Малих Мокрянах 130 дворів і 719 жителів. У великих Мокрянах площа землі була 620 гектарів, у тому числі державної — 28 гектарів, громадської — 21 гектар, селянської — 571 гектар.  В Малих Мокрянах було 16 гектарів церковної землі, 35 гектарів громадської, 574 гектари селянської…

## Духовне життя
У селі є церква апостола євангеліста Іоана Богослова, що в давнину була утворена з костела, перенесеного з Віжомлі. Належить парафії ПЦУ.

## Населення

### Мова
Розподіл населення за рідною мовою за даними перепису 2001 року:
| Мова       | Кількість | Відсоток |
| ---------- | --------- | -------- |
| українська | 407       | 100%     |